# 淡路交通

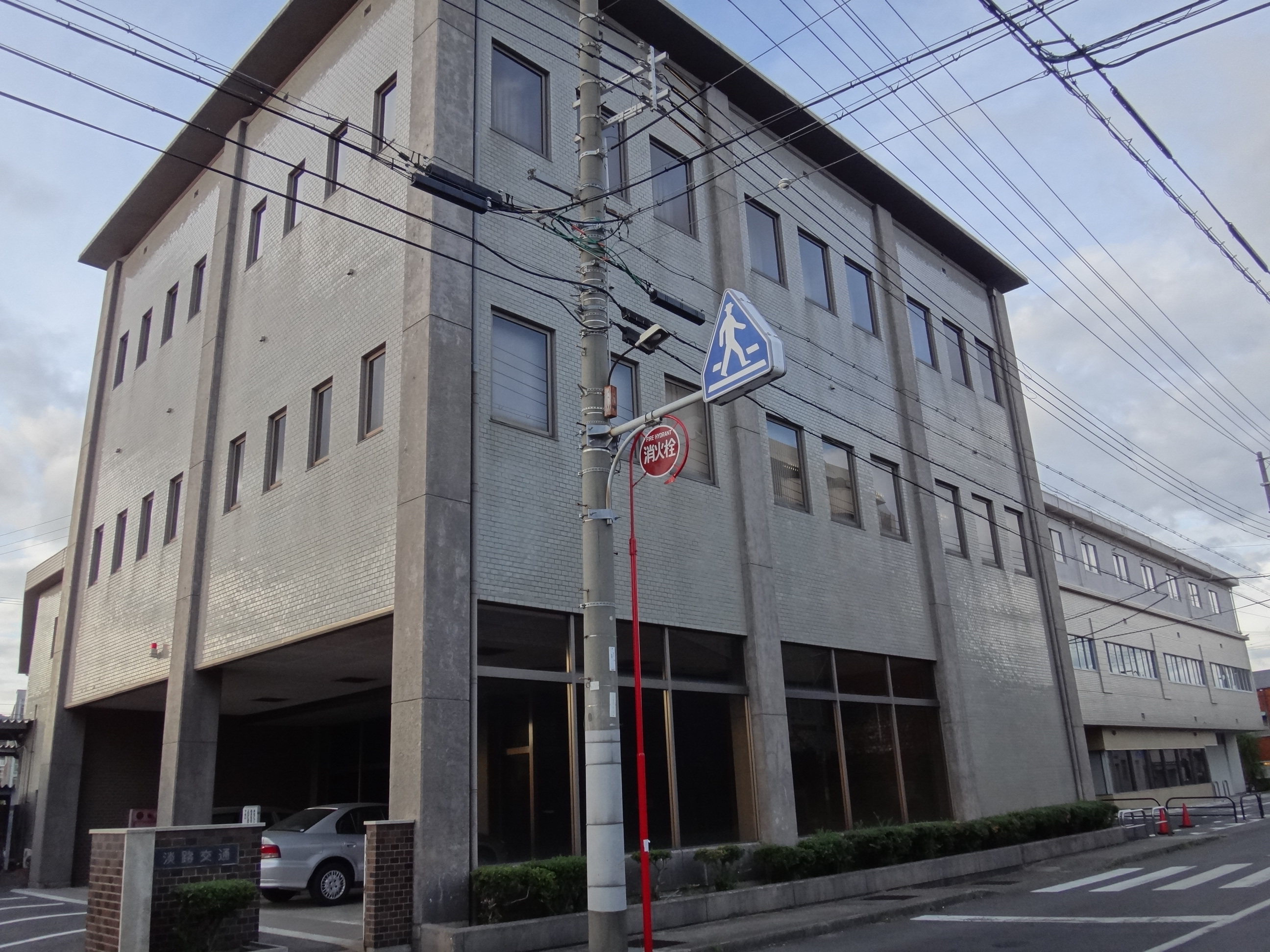
兵庫県洲本市栄町にある淡路交通・旧本社

淡路交通株式会社（あわじこうつう）は、兵庫県淡路島を中心に路線バス・貸切バス事業を行う会社である。洲本バスセンター・津名港・福良をターミナルとして島内全域に路線バスを運行するほか、大阪・神戸へ高速バス、徳島へ急行・特急バスを運行している。ロゴタイプはAK(Awaji-Kotsu)をデザイン化したものである。スルッとKANSAI協議会に加盟している。

## 概要
かつては淡路鉄道株式会社（あわじてつどう）として洲本から福良（現・南あわじ市）までの鉄道路線を運行した鉄道事業者であった。当時、本土（本州、北海道、九州、四国）以外で鉄道、それも電車を運行していた会社はここだけである。
その鉄道も1966年（昭和41年）9月30日に全線を廃止し、現在ではバス事業と不動産事業が主体となっている。バス事業も収益の大半は神戸方面への高速バスによるものであり、淡路島内の公共交通をほぼ一手に担っていた路線バス事業は、島内人口の減少や各世帯の自家用自動車の普及で利用者が少なく慢性的な赤字経営が続いているが、当社においては不動産事業において毎年安定した収益を上げており、株主への配当も行っていることから赤字であっても行政からの各種補助金を受けることが難しかった。そのため、一部路線を子会社の淡路タクシーに業務委託する（2017年9月30日まで）などの策も試みたが奏功せず、現在は島内路線バスの殆どを廃止するに至った。なお、廃止路線の多くは島内各市のコミュニティバスへ移行した。
なお、鉄道線についての詳細は「淡路交通鉄道線」を参照。

## 沿革
- 1914年（大正3年）4月： 淡路鉄道株式会社設立
- 1922年（大正11年）11月26日： 洲本口（宇山）- 市村（現在の南あわじ市）間で鉄道営業開始
- 1925年（大正14年）6月： 洲本 - 福良間全通
- 1934年（昭和9年）7月1日： 淡路自動車株式会社を買収し、淡鉄バスとして洲本・三原方面の旅客自動車を開始する。
- 1943年（昭和18年）
  - 6月： 淡路鉄道株式会社が全淡自動車株式会社を合併[1]
  - 7月： 商号を淡路交通株式会社に変更する。
- 1947年（昭和22年）1月： 燃料事情が悪化したため、鉄道線の電化工事起工
- 1948年（昭和23年）2月： 鉄道電化完成、電車運転開始
- 1966年（昭和41年）10月1日： 鉄道線を廃止する
- 1985年（昭和60年）6月8日： 大鳴門橋が開通し、淡路 - 徳島間で淡路・徳島線急行・特急バスの運行開始（徳島バスと共同運行）
- 1987年（昭和62年）
  - 5月23日： 鳴門北IC - 鳴門IC間の開通で淡路・徳島線特急が運行経路変更（大毛島・本四撫養（現・高速鳴門）停留所新設）
  - 10月8日： 洲本IC - 西淡仮出入口間の開通で淡路・徳島線全便運行経路が変更（緑PA・榎列・志知停留所新設）。
- 1998年（平成10年）4月6日： 前日に明石海峡大橋の開通により、淡路 - 神戸・大阪間で高速バス（AWAJI EXPRESS）運行開始
- 1999年（平成11年）4月1日： 洲本港発着のバスが洲本高速バスセンター発着に変更
- 2001年（平成13年）2月1日： 淡路・徳島線が洲本バスセンター経由に変更。
- 2002年（平成14年）
  - 舞子-津名線の 高速舞子 - 東浦バスターミナル間に深夜2往復を新設。下り最終便は日付を跨いでの運行。
  - 11月： 志筑ターミナル廃止
- 2003年（平成15年）4月5日： 淡路・徳島線で徳島バス共同運行から撤退。6往復に減便（うち1往復は特急）。
- 2004年（平成16年）12月1日： 洲本バスターミナル（旧・洲本駅）を廃止し、洲本バスターミナルに発着していた既存路線バス（一部）の発着を洲本高速バスセンター（洲本バスセンター）に一本化する。同時に「洲本」停留所を洲本市役所前に設置。
- 2005年（平成17年）
  - 1月11日： 三ノ宮・洲本線の一部便と大阪・洲本線の全便が淡路IC - 遠田間各停となる。大阪・洲本線は運行時刻の変更無し。
  - 自治体補助のない都志線・鳥飼線について廃止の可能性を示唆するも、2006年（平成18年）2月10日までは五色町（現：洲本市）が、2月11日から同年9月までは洲本市と南あわじ市が負担することで合意し、10月1日にダイヤ改正と都志線の路線変更（新加茂橋経由から県病前経由）を実施。
- 2006年（平成18年）
  - 4月8日： 高速バスの三ノ宮-洲本・学園都市-洲本・舞子-津名の各線が「津名臨海公園」「志筑」停留所に停車（後に舞子-津名線は「しづかホール前」・「津名車庫前」にも停車）
  - 暫定補助の期限が切れる9月末を期限に都志線・鳥飼線および西浦線について廃止を示唆するも、兵庫県が補助制度の用件見直しを決定し、都志線・鳥飼線・西浦線・郡家アスパ五色線が国の地方バス路線維持費補助制度の対象となった
- 2007年（平成19年）10月1日： ダイヤ改正。岩屋方面のバスの一部が洲本高速バスセンターから県病前へと延伸
- 2008年（平成20年）
  - 4月1日： ダイヤ改正。学園都市・洲本線及び三ノ宮・洲本線が「ワールドパークおのころ」停車。舞子・津名線が「立石川」停車および「ワールドパークおのころ」発着（東浦バスターミナル発着の2往復を除く）に変更。仮屋・北淡線の全線廃止、長田線の湊 - 福良間部分廃止。コミュニティバスの「らん・らんバス」がみなと観光へ移管し淡路交通撤退。
  - 10月1日： これまで島外の主要旅行社でしか扱っていなかったフリー乗車券（淡路島フリークーポン）を島内の淡路交通営業所でも取り扱いを開始、さらに価格を3,300円から2,000円に値下げする（有効期間:2日）。
  - 12月19日： 舞子・大磯港線が鵜崎停留所に停車。
- 2009年（平成21年）
  - 4月1日： 海峡シャトル線・淡路市岩屋シャトルバス運行休止。
  - 10月1日： 西浦・一宮線，郡家 - アスパ五色間休止。
- 2010年（平成22年）4月1日： 三ノ宮・西浦線、室津新規停車。三ノ宮・洲本線、三ノ宮・西浦線、三ノ宮・福良線の神戸空港 - 三ノ宮間部分廃止。淡路・徳島線は4往復に減便及び上り特急が廃止[2]。縦貫線下り急行廃止。
- 2011年（平成23年）
  - 4月1日：一部路線でダイヤ改正。縦貫線急行が廃止。
  - 6月1日：舞子・大磯港線及び舞子・津名線の 高速舞子 - 東浦バスターミナル間深夜2往復が廃止。淡路交通運行路線で日付を跨いで運行する便が消滅。
- 2012年（平成24年）
  - 4月1日： 上灘線が全線廃止。
  - 10月1日： 大阪・洲本線が8往復から4往復に減便、さらに三宮・洲本線の平日、三宮発の早朝1便と洲本高速バスセンター発の夕方2便の経路を変更（津名港経由⇒洲本IC・宇山経由）するダイヤ改正を実施。[3]
- 2013年（平成25年）
  - 1月： ドライブレコーダーを全車両に順次搭載されるようになる。
  - 5月1日： 「県病前」停留所が「下加茂」に改称（兵庫県立淡路病院の機能が洲本高速バスセンター近くに完成した兵庫県立淡路医療センターに移ったため。なお以前の「下加茂」停留所とは若干離れている。）
- 2014年（平成26年）
  - 2月1日： 西浦・一宮線の岩屋 - 震災記念公園前間が廃止。
- 2017年（平成29年）
  - 4月1日： 大阪・洲本線の共同運行会社が阪急バスから阪急観光バスに変更。
- 2019年（平成31年・令和元年）
  - 4月1日： 洲本高速バスセンターが洲本バスセンター（洲本市の設置基準で定められている名称）に、三ノ宮が神戸三宮（阪急・阪神の駅名と同じ）に変更。
  - 10月1日： 西浦一宮線と舞子津名線全線および縦貫線津名港以北が路線休止。中扉付きエアロバス引退。
- 2020年（令和2年）
  - 2月1日： 本社・洲本営業所を旧洲本駅から移転。
  - 4月1日： 神戸 - 淡路島間の高速バス路線でICカード導入。学園都市・洲本線の共同運行会社が山陽バスから神姫バスに変更。「本四中川原」停留所が「淡路島中央SIC」停留所に変更。
  - 7月16日：津名港ターミナル窓口を閉鎖。
- 2021年（令和3年）
  - 10月1日：ダイヤ改正で由良線の上り終点を洲本車庫前、下り始発を築地町に変更、学休日運休の下加茂行きが廃止、由良保育園前を由良中学校前に変更[4][注 2]。
  - 12月1日：ダイヤ改正で由良線の下り始発を洲本車庫前に変更[5]。
- 2022年（令和4年）
  - 2月1日： 三ノ宮-洲本線、学園都市-洲本線の津名港経由便全便でしづかホール前に停車[6]。
  - 10月1日：都志線・鳥飼線・長田線の路線再編、都志線・鳥飼線・長田線・由良線・縦貫線（洲本バスセンター - 福良間）の運賃減額予定[7]
- 2023年（令和5年）
  - 4月1日　大阪・洲本線を除く高速バス路線で淡路交通・神姫バス・本四海峡バス・西日本ジェイアールバスと共同運行になる。[8]
  - 6月1日　大阪・洲本線が休止路線となる。[9]
  - 6月19日　洲本バスセンター窓口を閉鎖。宇山本社（運輸部業務課）に移転[10]。
  - 7月1日　オニオンバス運行開始
- 2024年（令和6年）
  - 4月1日：高速バス（AWAJI EXPRESS）での往復乗車券廃止（これにより、往復乗車券はオニオンバスのみとなる）
  - 9月1日：島内一般乗合路線と舞子・福良線でPayPayを使用してのキャッシュレス決済が可能となる[11]。
- 2025年（令和7年）
  - 4月1日：オニオンバスの往復乗車券廃止に伴い、往復乗車券の設定路線が無くなる。

## 事業所所在地
- 本社運輸部・洲本営業所： 兵庫県洲本市宇山一丁目4-39
- 本社総務部： 兵庫県南あわじ市賀集立川瀬912
- 津名出張所： 兵庫県淡路市生穂新島5-4
- 福良営業所（福良バスターミナル）： 兵庫県南あわじ市福良甲1528-7

## 高速バス（AWAJI EXPRESS）

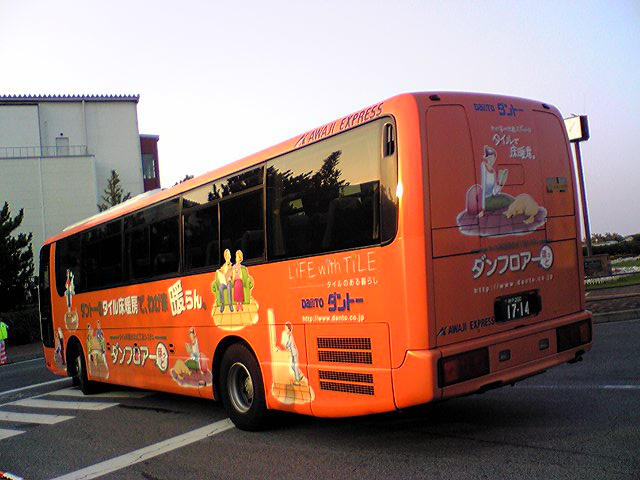
淡路交通のラッピングバス（高速バス）

- 淡路交通の高速バスは明石海峡大橋経由の路線である。
- 座席定員制（予約不可のため満席時は乗車できない場合がある）。
- 回数乗車券・定期乗車券で乗車出来る区間がある（対象区間は一部を除きバスもり!にも対応[12]）。
- 交通系ICカードは利用可能（共同運行会社である神姫バスのNicoPaは利用できない）。
- 南淡路バス乗り放題きっぷは1往復利用可能[13]
- 高速バス往復券（神戸三宮 - ワールドパークおのころ）と淡路ワールドパークONOKORO入園券がセットになったチケットがある[14] 。
- 洲本バスセンター発着の高速バスは一部の便を除き津名港を経由するが、これは明石海峡大橋開通まで運行していた共同汽船の洲本港発着津名港経由を引き継いでいるためである。
- 高速バスの運行パターンは次の通り（種別は参考表記・朝夕ラッシュ時の停車停留所は下記括弧内とは異なる便あり）[8][15]
  - ■速達タイプ（高速舞子-洲本IC間ノンストップ、洲本IC以南各停）
  - ■急行タイプ（高速舞子-遠田間ノンストップ、津名港以南各停）[注 3]
  - ■■各停タイプ（淡路島内高速道路上のバス停各停）[注 3]
  - ■快速タイプ・■■観光アクセスタイプは共同運行会社のみ設定されている種別（淡路交通ではこの種別での運行無し）
- < >内は共同運行会社。

### クローズドドアシステム路線
クローズドドアシステム路線は本州内が上り降車のみ下り乗車のみ。淡路島内が上り乗車のみ下り降車のみ。

#### 三ノ宮・洲本線
<神姫バス・本四海峡バス・西日本ジェイアールバス>
- 路線カラー■
- ■急行または■各停タイプ（淡路交通便の場合） 神戸三宮 - 高速舞子 - 津名港 - 志筑 - しづかホール前 - 津名臨海公園 - ワールドパークおのころ -洲本バスセンター[注 3]
  - 2023年9月1日から神姫バスは1往復新神戸駅（■快速タイプで三宮はミント神戸に停車）に乗り入れているが、淡路交通担当便は全便神姫バス神戸三宮バスターミナル発着である。
- ■速達タイプ（淡路交通便の場合） 神戸三宮 - 高速舞子 - 洲本IC - 宇山 - 洲本バスセンター
  - 2021年3月20日から2021年10月31日の期間中、一部便を「花みどり号」として運行し、「洲本BC」と「淡路IC」の2地点で相互発着利用（島内区間利用）が可能となっている[16]。
  - 2021年4月26日から宇山経由便は洲本ICバス停にも停車する[17]。

#### 三ノ宮・福良線
<神姫バス・本四海峡バス>
- 路線カラー■
- 高速道路上は■速達タイプ
- （淡路交通便の場合）神戸三宮（神姫バス三ノ宮バスターミナル） - 高速舞子 - 洲本IC - 緑PA - 榎列 - 陸の港西淡 - 福良
  - 2021年3月19日までは全区間でクローズドドアシステムを採用していたが、翌日より福良⇔陸の港西淡間では区間乗降可能となった[注 5]。

#### 三ノ宮・西浦線
<神姫バス>
- 路線カラー■
- 高速道路上は■各停タイプ
- （淡路交通便の場合）神戸三宮（神姫バス三ノ宮バスターミナル） - 高速舞子 - 北淡IC - 室津 - 幸せのパンケーキ前 - 尾崎上の浜  -  ガーブコスタオレンジ前 - 郡家（ぐんげ） - （伊弉諾神宮） - 江井 - 五色バスセンター - 高田屋嘉兵衛公園
  - 2018年9月までは全区間でクローズドドアシステムを採用していたが、郡家⇔五色バスセンター間が2009年の一般路線バスの廃止以降路線バス空白域となっていたため、これの解消を目的として郡家⇔高田屋嘉兵衛公園間で区間乗降可能となった。2021年4月26日から島内相互乗車可能区間が北淡IC⇔高田屋嘉兵衛公園間に延長される[17]。

#### 学園都市・洲本線
<山陽バス→神姫バス>
- 路線カラー■
- 学園都市駅 - 高速舞子  - 津名港 - 志筑 - しづかホール前 - 津名臨海公園 - ワールドパークおのころ - 洲本バスセンター[注 3]
  - ■各停タイプの他に平日の朝夕ラッシュ時に■急行タイプ（三宮発着とは異なり遠田も通過）あり。

### 上記以外の路線

#### 舞子・福良線
- 路線カラー■
- 高速道路上は■各停タイプ・島内一般乗合路線にも含まれる[注 5]
- 高速舞子 - 陸の港西淡 - 福良
- 高速舞子 - 淡路島南IC - 苅藻 - 仁尾 - 原田 - 福良
- 交通系ICカードの他にPayPayを使用してのキャッシュレス決済が可能[11]

#### 淡路高校直通便
- 福良 - 陸の港西淡 - 洲本インターチェンジ - 淡路高校前[18]。

## 島内一般乗合路線

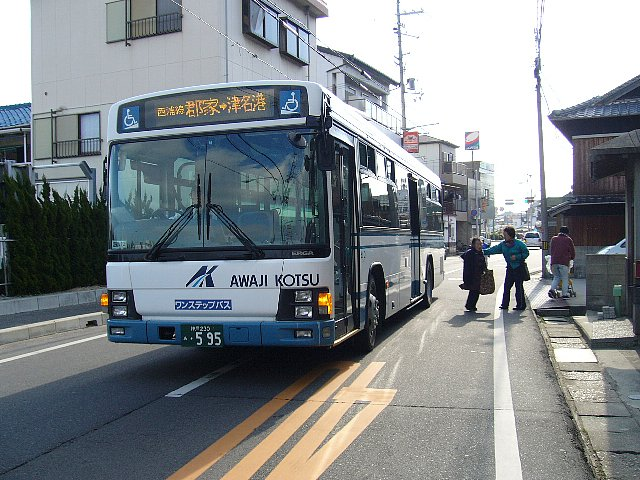
路線バス

交通系ICカード（ICOCAなど）は利用できないが、PayPayを使用してのキャッシュレス決済が可能。
回数乗車券・定期乗車券はバスもり!にも対応（淡路・徳島線は定期乗車券のみ。各路線とも一部区間を除く。）。
淡路島フリークーポン及び南淡路バス乗り放題きっぷは淡路島内の有料道路を除く区間で利用可能（淡路・徳島線は洲本バスセンター - 洲本IC間のみ、他路線は全区間で利用可能）。

### 淡路・徳島線
- 路線カラー■
- 〔特急・平日徳島行き1便のみ〕洲本バスセンター　→ 洲本ICから高速鳴門間の各停留所 → 松茂 →　徳島
- 〔急行〕 洲本バスセンター　- 洲本ICから鳴門公園口（下り）/淡路島南IC（上り）間の各停留所 - 大塚国際美術館[注 6] - 高速鳴門バス停前 - 鳴門駅前 - 道の駅くるくる なると - 松茂 - 徳島
  - 当路線は淡路交通では高速バスとして扱われておらず、一般路線バスとして扱われているため予約不可（満席時は乗車できない場合がある）。元共同運行の徳島バスも同様に高速バスとして扱わず、一般路線バスとして扱われていた[注 5]。
  - 1998年4月5日までは一部便を除いて津名港で共同汽船と接続していた。
  - 2001年2月1日 - 洲本高速バスセンター経由となり、本四中川原（当時）・本四安乎が運行経路から外れることにより停留所廃止される。
  - 2017年4月1日 - 津名港発着便が1便のみとなる。
  - 2018年4月1日 - 津名港 - 洲本高速バスセンター間の廃止に伴い、すべて洲本バスセンター発着便となった[19]。
  - 2019年10月1日から鳴門市・南あわじ市の事業として急行の淡路島南IC - 鳴門駅前（下り・積み下ろしのみ）/鳴門局前（上り・積み込みのみ）・道の駅くるくるなると・徳島間で自転車輸送（輪行）を行っている[20]。

### 縦貫線
- 路線カラー■
- 津名港 - 洲本バスセンター（ - 築地町 - 洲本車庫前 / 下加茂)
- 洲本バスセンター - 新加茂橋 - 洲本IC - 中山峠 - 東養宜 - 養宜 - 鳥居 - 立石 - 円行寺 - 鳥井 - 国衙 - 福良
- Aルート: 洲本バスセンター - 新加茂橋 - 洲本IC - 広田 - 中山峠 - イングランドの丘 - 中八木 - 三原中学校前 - 南あわじ警察署前 - 南あわじ市役所前 - 円行寺 - 国衙 - 福良
- Bルート: 洲本バスセンター - 新加茂橋 - 洲本IC - 広田 - 中山峠 - イングランドの丘 - 鳥井 - 立石 - 南あわじ市役所前 - 円行寺 - 国衙 - 福良
- Cルート: 洲本バスセンター - 新加茂橋 - 洲本IC - 広田 - 中山峠 - イングランドの丘 - 鳥井 - 立石 - 円行寺 - 国衙 - 福良
  - かつては特急・急行・快速の種別もあり、また岩屋 - 福良間全線通しで運行されたが、現在は洲本バスセンターで分割されている。ただし、朝に津名港発洲本バスセンター経由洲本車庫行き、津名港発洲本バスセンター・宇山・新加茂橋経由下加茂行きの便がある[注 7]。
  - 2018年4月1日から中山峠 - イングランドの丘 - （鳥井/中八木） - 円行寺間の経由停留所を変更し、東養宜、養宜を経由する便が朝・夜のみとなった[19]。
  - 2019年10月 - 岩屋 - 東浦バスターミナル - 津名港間が休止。休止区間はあわ神あわ姫バスが路線を引き継いでいる。
  - Aルートは全日日中の運行だが、Bルートは平日日中、Cルートは土・日・祝日中の運行である[21]。
  - かつては福良から先、福良 - 鳴門岬 - 淡路島南ICまでのびていた。現在、この区間は高速バス舞子福良線が運行している（但し鳴門岬は経由しない）。福良（道の駅福良） - 鳴門岬（道の駅うずしお）間は2025年7月より、みなと観光バスのUZU LOOP Free Shuttle Busが運行している（同年3月までは同区間他社のバスが運行していた）。

### 由良線
- 路線カラー■
- 洲本車庫前 - 築地町 - 洲本バスセンター - 住吉前 - 由良 - 由良支所前 - 由良中学校前 - 由良福祉センター
  - 最盛期は昼間時でも30分間隔で運転されていたが、現在は1～2時間に1本程度の運行（10往復）である。かつては県病前（現：下加茂）まで運行していた時期もある[4]。
  - 由良地区で由良大橋を含む湾岸道路が開通し、運行経路が変更（由良支所前経由）となったため、お山前停留所が廃止。当道路開通前、由良保育園（当時）へは、由良停留所で折り返して由良交差点からお山前を経由して由良保育園方面に行っていた。

### 都志線
- 路線カラー■
- 洲本バスセンター - 洲本車庫前 - 下加茂 - 岡本 - 五色バスセンター - 都志 - アスパ五色・奥の内
  - 2022年10月1日、奥の内 - 湊間廃止。アスパ五色・奥の内までとなる（都志止まりはアスパ五色まで延伸）[7]。
  - かつては宇山 - 富士見橋 - 新加茂橋 - （旧）下加茂を経由する路線があったが、宇山車庫前（現・洲本車庫前） - 県病前（現・下加茂）経由に変更したため、廃止となった。

### 鳥飼線
- 路線カラー■
- 洲本バスセンター - 札の辻 - 鳥飼浦 - 慶野松原 - シーパ前 - 陸の港西淡
  - 2022年10月1日、湊には乗り入れず、シーパ前、陸の港西淡まで延伸される[7]。

### 長田線
- 路線カラー■
- 洲本バスセンター - 広田 - 土井谷口 - 長田 - 庄田 - 掃守 - 湊 - シーパ前 - 陸の港西淡
  - かつては入田口経由（長田 - 入田口 - 掃守）がメインルートで庄田経由便は1日数本のみであった。
  - 2008年3月31日まで湊から先、西路 - 陸の港西淡 - 福良まで運行されていたが廃止。その後の2022年10月1日、シーパ前、陸の港西淡まで路線が復帰する（但し、西路は経由しない）[7]。陸の港西淡 - 福良間は高速バス三ノ宮福良線・舞子福良線が運行している他、南あわじ市コミュニティバス（らん・らんバス らんちゃん号・すいせん号（陸の港西淡前-イオン南淡路店前間）・うずしお号（イオン南淡路店前-淡路人形座前間）：みなと観光バス）が運行している。
  - かつては平日の朝上りのみ西路 → 榎列 → 緑パーキングエリア → 洲本IC（神戸淡路鳴門自動車道）経由の運行もあった。

## オニオンバス
- 福良・陸の港西淡・淡路島南IC - 徳島空港
  - 2023年7月1日から運行のリムジンバス。当路線は高速バス・一般路線バスどちらにも該当しない。
  - 2025年7月1日以降全便、乗車日60日前から3日前の23:59までの間に予約が必要な予約定員制・路線固定デマンド型交通。同年6月30日までは一部便で座席定員制の定期運行があった。
  - みなと観光バスと共同運行。
  - クローズドドアシステム（淡路島内のみの乗車は不可）。
  - 交通系ICカード（ICOCAなど）は利用できるが、交通利用扱いではなく、電子マネー扱いとなるため、PiTaPaは利用できない。利用できる電子マネーはみなと観光バス淡路島線と同じ。バスもり!は非対応。
  - 自転車輸送（輪行）は自転車を輪行袋に入れた状態で可能（トランクが無いため座席へ持ち込めるサイズに限る）。

## 休止路線
海峡シャトル線 <神戸山陽バス、神姫バス、本四海峡バス>
- 高速舞子 - （道の駅あわじ） - 岩屋ポート - 淡路夢舞台

フェリーシャトルバス
- 津名港 - 南海・淡路ラインフェリー乗り場

淡路市岩屋シャトルバス
- 南鵜崎団地 - 岩屋 - 松帆の郷
  - 現在は岩屋コミバスが運行している。

舞子・津名線（島内一般乗合路線にも含まれる、上り線は2016年10月1日、下り線は2019年10月1日休止）
- 高速舞子 - 鵜崎 - 聖隷淡路病院 - 淡路夢舞台 - 大磯港 - 立石川 - 東浦バスターミナル - 東浦総合事務所前 - 久留麻 - 仮屋 - 下田 - 野田 - 佐野局前 - ポールパーク入口 - 生穂 - 津名車庫前 - 津名港 - 志筑 - しづかホール前 - 津名臨海公園 - ワールドパークおのころ
  - 2023年4月より、本四海峡バス・西日本JRバス運行大磯号の一部便が東浦バスターミナルから津名港発着に延伸されている（ただし、上記停留所とは多少異なる）。

西浦・一宮線
- 震災記念公園前 - 富島  - 淡路高校前 - 北淡IC - 室津 - 郡家 - 伊弉諾神宮前 - 津名一宮IC - 志筑 - 津名港
  - 2019年10月より、あわ神あわ姫バス（淡路市生活観光バス路線）：本四海峡バスが路線を引き継いでいる。

大阪・洲本線<阪急バス→阪急観光バス>（高速道路上は各停タイプ）
- 阪急三番街高速バスターミナル - 津名港 - 洲本バスセンター
  - 2020年4月より新型コロナウイルスの影響に伴い全便運休、2023年6月より休止。尚、本四海峡バス・西日本JRバス運行の大阪・洲本線は継続。

## 廃止路線
ハイウェイオアシス線 <神姫バス>
- 明石駅 - 淡路島公園

舞子・大磯港線
- 高速舞子 - 鵜崎 - 淡路夢舞台 - 大磯港 - 東浦バスターミナル
  - 舞子・津名線と同一運行経路だが、クローズドドアシステムを採用し、立石川通過、大磯港停留所の位置も舞子・津名線と異なり本四海峡バスの大磯営業所（大磯港バスターミナル）に入っていた。なお、本四海峡バスの大磯号の時刻表に舞子・大磯港線の時刻が掲載されていた。

西浦・一宮線
- 岩屋 - 道の駅あわじ - 江崎灯台 - 震災記念公園前 
  - 2013年10月より、あわ神あわ姫バス（淡路市生活観光バス路線）：本四海峡バスが路線を引き継いでいる。

- 五色浜 - 慶野 - 湊（夏季は慶野 - 国民宿舎前 - 湊）
  - かつては岩屋から湊までの直行便（下記の快速とは別）が存在した。その後、直行便は郡家-湊に短縮され、後に五色浜から湊に向かわずアスパ五色に向かうようになった（都志線、鳥飼線は存続）。

- 郡家 - 江井 - 都志 - 鳥飼浦 - 五色浜 - アスパ五色
  - 2009年9月30日廃止

鳴門線
- 洲本バスセンター - 洲本 - 広田 - 鳥井 - 福良 - 淡路島南IC - 鳴門公園 - 鳴門

五色循環線
- 洲本 - 市原口 - 天神 - 都志 - 鳥飼浦 - 札の辻 - 二本松 - 洲本 （両方向あり）

山手線
- 洲本 - 市原口 - 中川原 - 志筑 - 津名港
  - 1996年10月廃止

大野線
- 洲本 → 寺町 → 金屋 → 前平（または広田） → 金屋 → 新加茂橋 → 洲本
  - 2002年8月1日廃止、現在はあったか友愛バスが運行されている（淡陽自動車教習所が運行）。

市内線
- （洲本港 → ）洲本 → 宇山 → 下加茂 → 県病前 → 宇山 → 洲本（ → 洲本港）
- （洲本港 - ）洲本 - 宇山 - 県病前 - 新淡路病院前 - 先山 - 上加茂 - 二本松
  - 2002年8月1日廃止

山田線
- パルシェ - 郡家 - 桃川 - 山田
  - 淡路タクシーに移管後、山田地区方面はデマンド交通「ハピバス山田号」が、パルシェ方面は2019年10月より、あわ神あわ姫バス（淡路市生活観光バス路線）：本四海峡バスが運行している。

鮎原線
- 志筑 - 静の里公園 - 津名一宮IC - 鮎の郷 - 広石
  - 淡路タクシーに移管後、2017年10月1日より本四海峡バスに移管。

西淡・湊・市線
- 市 - 陸の港西淡 - 湊 - 津井 - 丸山 - 阿那賀 - 淡路島南IC
  - 淡路タクシーに移管後、南あわじ市コミュニティバス（せい太くんバス（後にらん・らんバス　せい太くん号）：みなと観光バス）として運行

湯の川線
- 陸の港西淡 - 湊 - 津井 - 丸山 - 阿那賀 - 湯の川 - 陸の港西淡
  - 淡路タクシーに移管後、南あわじ市コミュニティバス（せい太くんバス（後にらん・らんバス　せい太くん号）：みなと観光バス）として運行

仮屋北淡線
- （岩屋 - ）大磯港 - 東浦バスターミナル - 小田 - 仁井 - 富島 - 震災記念公園前
  - 2008年4月の廃止後、5年6ヶ月当路線を運行するバスが無かったが、2013年10月よりあわ神あわ姫バス（淡路市生活観光バス路線）：本四海峡バスが路線を引き継いでいる。

青年の家・阿万線
- 西町 - 青年の家 - 本庄 - 国衙 - 福良
  - みなと観光バス（らん・らんバス　うずしお号/すいせん号）に移管。その際路線が一部変更されている。

灘線
- 洲本バスセンター - 由良 - 立川水仙郷 - モンキーセンター - 来川 - 黒岩 - 沼島汽船場前 - 土生 - 本庄 - 国衙 - 福良
  - 但し現在も、洲本バスセンター - 由良福祉センター間のみ由良線として存続している。
  - 開業時は淡路交通路線として運行し、いくつかの区間便（黒岩、青年の家、土生、来川）が運行されていた。
  - 由良地区で由良大橋を含む湾岸道路が開通し、運行経路が変更（由良支所前経由）となったため、お山前停留所が廃止。
  - 後に福良 - 来川間は南淡町（現在は南あわじ市）が淡路交通に委託して運行する形を採ったが、2006年9月30日をもって廃止。翌10月1日よりみなと観光バス（らん・らんバス　すいせん号）が路線を引き継いでいる。なお、その際路線が一部変更されている。
  - 洲本バスセンター - 来川間は「上灘線」として存続したが、この区間も2012年4月1日に廃止。のち洲本市が洲本観光タクシーに委託しコミュニティバスとして運行を引き継ぎ、運行区間を洲本バスセンター - 沼島汽船場前間に延長して運行している。

コミュニティバス（らん・らんバス）
- Aルート: 陸の港西淡 - 三原庁舎前 - 市 - 鳥井 - ファームパーク - おのころ島神社 - 榎列バスストップ - 大榎列 - 陸の港西淡
- Bルート : 陸の港西淡 - 南淡路ジャスコ前 - 賀集 - 国衙 - 浦壁 - さんゆー館 - 市 - 南あわじ署前 - 陸の港西淡
  - みなと観光バスに移管

## かつて存在した種別
- 縦貫線・特急
明石海峡大橋開通まで運行していた種別で、国道28号上の島内各町役場付近・観光地付近・港に停車していた、なお、洲本市街地は経由しない。
（淡路島南IC -）福良 - 南淡町役場前（当時）- 国衙 - 市（- ファームパーク）- 広田 - 新加茂橋 - 宇山 - 塩屋 - おのころ愛ランド公園（当時）- しづかホール前 - 志筑 - 津名港 - 仮屋 - 久留麻 - 大磯港 - 鵜崎 - 岩屋
- 縦貫線・急行
  - 岩屋 - 鵜崎 - 大磯港 - 久留麻 - 仮屋 - 野田 - 佐野局前 - 生穂 - 志筑 - 塩尾 - 安乎 - 塩屋 - 築地町 - 洲本 - 築地町 - 宇山 - 新加茂橋 - 広田 - 市 - 国衙 - 南淡町役場前 - 福良
  - 岩屋 - 鵜崎 - 淡路夢舞台 - 大磯港 - 東浦バスターミナル - 東浦総合事務所前 - 久留麻 - 仮屋 - 南の町 - 下田 - 野田 - 佐野学校前 - 佐野局前 - 生穂 - 津名車庫前 - 津名港 - 志筑 - しづかホール前 - 津名臨海公園 - ワールドパークおのころ - 塩尾 - 安乎 - 塩屋 - 築地町 - 洲本 - 洲本高速バスセンターから福良までの各停留所に停車（ファームパーク経由）
- 縦貫線・快速
朝の通学時間帯上り福良→洲本間のみの運行で主な集落（上記の急行停車停留所とほぼ一致）に停車していた。
- 西浦線・快速
岩屋 - 富島 - 室津 - 郡家から湊まで各停留所停車。

## 使用車両
- 高速バス
  - いすゞ・ガーラ （全路線）

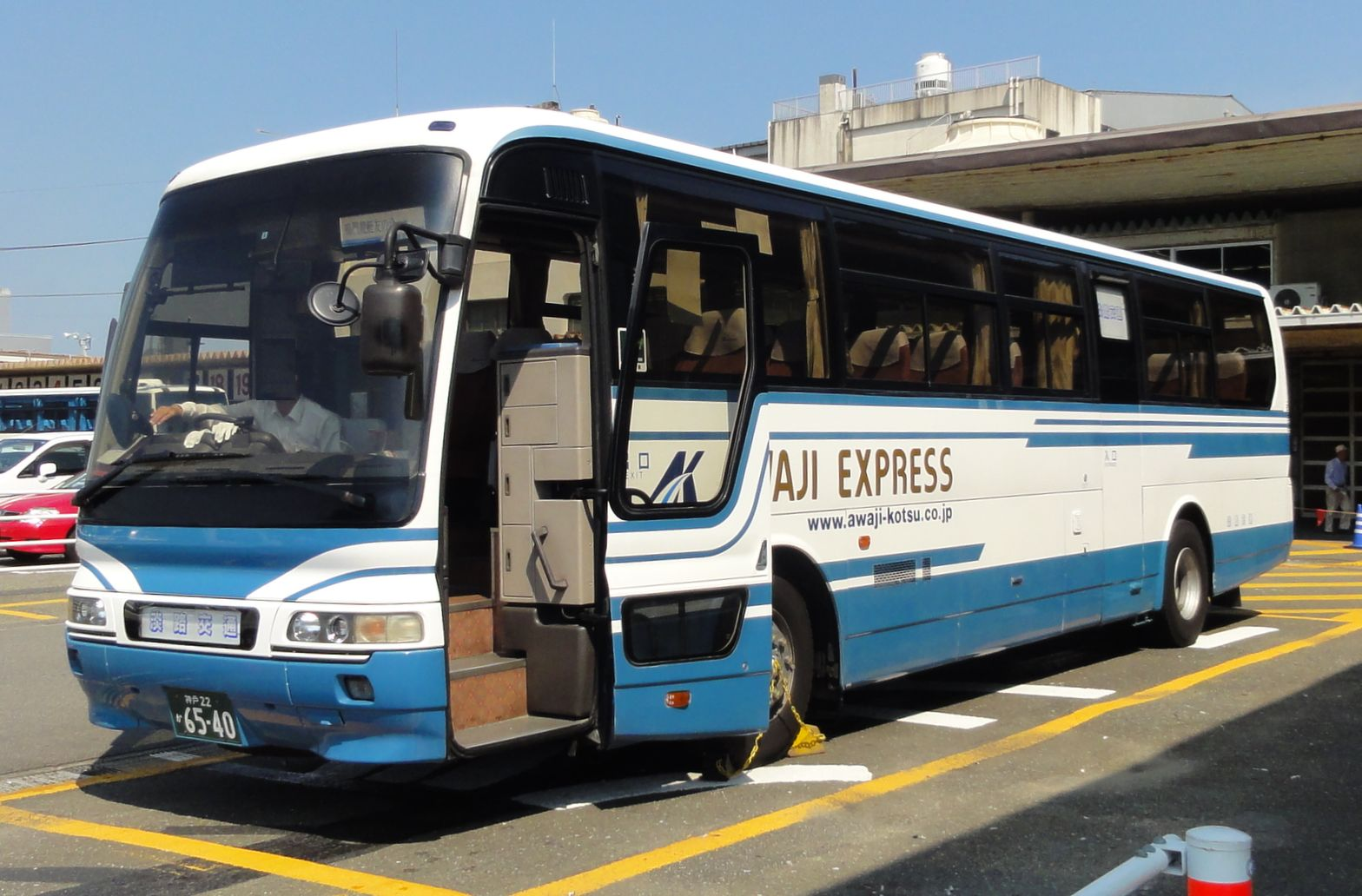
中扉付エアロバス。鳴門競艇送迎車として運行された際のもの

    - いすゞ・ガーラの一部車両はトイレ付きで、主に大阪・洲本線で使用されている。
- 一般路線バス
  - いすゞ・ガーラ（淡路・徳島線）
  - いすゞ・エルガワンステップ （縦貫線、長田線、由良線、都志線）
    - いすゞ・エルガは路線車・貸切車（後述）としても共通で使用されるため、中扉の前を除いて座席は2人掛けとなっており、補助椅子とシートベルトを装備している。また全車車椅子スロープ・車椅子固定装置も装備している。

  - いすゞ・エルガミオワンステップ
    - 淡路・徳島線以外の路線で使用されている。前述のエルガ同様、座席に補助椅子・シートベルト・車椅子スロープ・車椅子固定装置を装備している。
    - 淡路タクシー運行路線（2017年9月30日をもって廃止）の代車として使用することもあった。
- 貸切バス
  - 三菱ふそう・エアロバス
  - いすゞ・ガーラ
  - いすゞ・エルガワンステップ（一般路線バスと兼用）
  - いすゞ・エルガミオワンステップ（一般路線バスと兼用）
    - 団体貸切あるいは小口貸切のほか、鳴門競艇場の送迎車として使用されることもある。

塩害・節税対策のため、一般路線バス・高速バスは1990年代から2006年にかけて毎年10台から15台前後の新車を導入して、導入から4年から5年程度の極めて短期で置き換える事業者として知られていた。2000年代初めまでのいすゞ・キュービックは全国の事業者に移籍していたが、2004年以降のKL-代のいすゞ・エルガとエルガミオは神姫バスのみに移籍するようになっていた。2015年頃から再び岩手県北自動車・山梨交通等、神姫バス以外の事業者に移籍する例が出ている。 
1994年より、高速バスのクローズドドアシステム非対象路線で乗降車を同時に行う目的として中扉を設置した特別仕様の三菱ふそう・エアロバスを導入した。同型車は2001年までに合計13台導入され、舞子・福良線、舞子・津名線、淡路・徳島線などで運用されていたが、経年のため2019年9月末をもって全車が引退した。なお、一部の車両は江若交通・岩手県交通・会津乗合自動車に移籍している。
なお、2007年以降は路線廃止や減便等による減車の影響によって路線バスの新車の導入が最小限に抑えられ、さらに2017年以降路線バスには新車を導入していないため、使用年数が徐々に伸びてきている。
他の地方のバス会社でみられる中古車の導入は全くない。

## 関連会社
- 淡路タクシー
- ダンコー・サービス
  - 所在地:兵庫県淡路市生穂新島5-4
  - 自動車整備・販売事業
- 大阪淡路交通
  - 所在地:大阪府豊中市清風荘1丁目5-5 BLALYS 210
  - 不動産賃貸業・飲食業・デザイン業
    - かつては貸切バス事業を営んでおり、明石海峡大橋開通前も淡路交通カラーの観光バスを各地で見かけることができたが、2007年12月に事業廃止している。
- 名古屋淡路交通
  - 所在地:愛知県名古屋市北区会所町81
  - 不動産賃貸業・広告媒体事業・ソフトウェア開発販売事業
    - かつては貸切バス事業を営んでいたが、2008年6月に事業廃止している。

有価証券報告書によれば、上記4社のほか、さらに5社の関連会社が存在する。ただし、上記4社がいずれも本業であるバス事業に関連する事業やその他の付帯事業を営んでいるのに対し、その他の5社はいずれもグループ内の資産運用会社として機能している。